# ملخص الدراسات الكلاسيكية
يوفر الملخص التالي لمحة عامة عن موضوع دليل الدراسات الكلاسيكية:
الدراسات الكلاسيكية (الكلاسيكية كمختصر) – هو أول فرع من فروع العلوم الإنسانية، التي تشمل اللغات، الأدب، التاريخ، الفن، وغيرها من الجوانب الثقافية القديمة التي انتشرت حول الأبيض المتوسط. يركز هذا المجال في المقام الأول على سبيل المثال لا الحصر، دراسة تاريخ اليونان القديمة وروما القديمة خلال العصور الكلاسيكية القديمة، الحقبة الممتدة من أواخر العصر البرونزي من اليونانية القديمة خلال فترات المينوية والميسينية (حوالي 1600 إلى 1100 قبل الميلاد) خلال الفترة المعروفة باسم أواخر العصور القديمة والتي تنتهي بسقوط الإمبراطورية الرومانية الغربية حوالي سنة c. 500 م. كلمة الكلاسيكية تستخدم للإشارة إلى الأدب في تلك الفترة أيضا.

## فروع الدراسات الكلاسيكية
- ثقافة اليونان القديمة
- ثقافة روما القديمة
- ثقافة البحر الأبيض المتوسط القديمة

### فروع ثانوية من الدراسات الكلاسيكية
- الآثار الكلاسيكية
  - الفن الكلاسيكي
    - الفن في اليونان القديمة
    - الفن الروماني

  - العمارة الكلاسيكية
    - العمارة من اليونان القديمة
    - العمارة الرومانية

  - المسكوكات
- التاريخ الكلاسيكي
  - العصر البرونزي
  - العصور الكلاسيكية القديمة
  - المجتمع الكلاسيكي
    - المجتمع اليونانى القديم
    - المجتمع الروماني

  - الدين الكلاسيكي
    - الدين في اليونان القديمة
    - الأساطير اليونانية
    - الدين في روما القديمة
    - الأساطير الرومانية
- فقه اللغة الكلاسيكية
  - اللغة الكلاسيكية
    - اليونانية القديمة
    - الكلاسيكية اللاتينية

  - الأدب الكلاسيكي
    - المسرح في اليونان القديمة
    - مسرح روما القديمة

  - النقد النصي الكلاسيكي
- الفلسفة الكلاسيكية
  - الفلسفة اليونانية
  - الفلسفة القديمة
- العلوم والتكنولوجيا الكلاسيكية
  - تاريخ العلوم في العصور الكلاسيكية القديمة
  - اليونانية القديمة التكنولوجيا
  - الروماني التكنولوجيا
- علم الكتابات القديمة

## تاريخ الدراسات الكلاسيكية
تاريخ الكلاسيكية الغربية (وينبغي عدم الخلط بها مع التاريخ الكلاسيكي (انظر أدناه))
الأدب الإنساني

## المفاهيم العامة في الدراسات الكلاسيكية
- التاريخ القديم
- العصور الكلا سيكية القديمة
- terae –

## الآثار الكلاسيكية
الآثار الكلاسيكية
- ف هيلاديك

### عجائب الدنيا العالم القديمالسبع
عجائب الدنيا السبع في العالم القديماليونانية الفئة لا «عجائب» شولكن "theamata"، الذييرجم أقرب إلى «يجب أن يرى». القائة التي نعرفها اليوم جمعت في العصور الوسطى—حسب العديد من المواقع لم تعد في الوجود:
1. الهرم الأكبر في الجيزة

1. حدائق بابل المعلقة
2. تمثال زيوس في أولمبيا
3. معبد آرتيميس في أفسس
4. ضريح Mوaussollos في هاليكارناسوس
5. رودس
6. منارة الإسكندرية

### الفن الكلاسيكي
انظر أيضا الفن القديم

#### الفن في اليونان القديمة
الفن في اليونان القديمة
- الموسيقى في اليونان القديمة
  - نظام الموسيقية من اليونان القديمة
- النحت في اليونان القديمة
- المسرح في اليونان القديمة

#### الفن الروماني
الفن الروماني
- الرومانية القديمة الموسيقى
- النحت الروماني

### العمارة الكلاسيكية
العمارة الكلاسيكية

#### العمارة اليونانية القديمة،
العمارة من اليونان القديمة
- البارثينون
- معبد أرتميس
- الأكروبوليس
- أغورا القديمة
- قوس هادريان
- تمثال زيوس
- رودس
- معبد هيفايستوس
- ساموثريس مجمع المع

#### العمارة الرومانية
العمارة الرومانية
- الزاعجة (الرومانية)
- القناة الرومانية
- كنيسة
- الحمامات الرومانية (حوض استحمام)
- الجسر الروماني
- الكولوسيوم
- منتدى (الرومانية)
- الآثار الرومانية القديمة
- الطريق الروماني
- المعبد الروماني
- المسرح الروماني (هيكل)
- فيلا رومانية

## جغرافيا من الفترة الكلاسيكية

### الجغرافيا عند اليونان القديمة
- بحر إيجة –
- الاسكندرية –
- أثينا –
- أنطاكية –
- كورنثوس –
- دلفي –
- هيليسبونت –
- المقدوني –
- ميليتس –
- أولمبيا –
- بيرغامون –
- سبارتا –
- تيرموبيلاي –
- تروي –

### الجغرافيا في زمن روما القديمة
- المنطقة تحت السيطرة الرومانية –
- حدود الإمبراطورية الرومانية –
- بريطانيا الرومانية –
- المنخفض الروماني –
- الرومان بلاد الغال –
- ايطاليا –
- مقاطعة رومانية –
- الروماني أومبريا –
- فيا فلامينيا –

#### المقاطعات الرومانية عام 120م
- أهيأ –
- مصر –
- أفريقيا –
- كوتيا الب –
- الب البخري –
- الب بويناي –
- المملكة العربية البترائية –
- أرمينيا أدنى –
- آسيا –
- آشور –
- البيثنية –
- بريطانيا –
- كابادوكيا –
- قيليقية –
- كوماجيني –
- باقردا –
- كورسيكا وسردينيا –
- كريتا و برقة –
- قبرص –
- داسيا –
- دالماتيا –
- إبيروس –
- غلاطية –
- جاليا أقويتنيا –
- جاليا البلجيكية –
- جاليا لوكدونيسيس –
- جاليا ناربونيسي –
- جرمانيا الصغرى –
- جرمانيا الكبرى –
- باتيكيا الإسبانية –
- لوسيتانيا الإسبانية –
- تراكونيسيس الإسبانية –
- ايطاليا –
- يهودا –
- يطوريون –
- ليكاونيا –
- يكية –
- مقدونيا –
- موريتانيا القيصرية –
- موريتانيا الطنجية –
- ميسيا –
- نوريكون –
- نوميديا –
- الرها –
- بانونيا –
- بمفيلية –
- بيسيدية –
- بونتوس –
- رانيتيا –
- صقلية –
- صوفين –
- سوريا –
- تاوريكيا –
- ثراكيا –

## التاريخ الكلاسيكي
التاريخ الكلاسيكي
- الجدول الزمني للعصور الكلاسيكية القديمة
- العصر البرونزي –
- المدينة-الدولة –
- العصور الكلاسيكية القديمة –
- اليونانية-الرومانية العلاقات –
- السحر في العالم اليوناني-الروماني –

### اليونانية الكلاسيكية التاريخ
- اليونانية العصور المظلمة –
- الفترة الهلنستية –
- التاريخ العسكري من اليونان القديمة –

#### المجتمع اليونانى القديم
المجتمع اليونانى القديم
- لمطبخ اليوناني القديم –
- اقتصاد اليونان القديمة –
- القانون في اليونان القديمة –
- الشذوذ الجنسي في اليونان القديمة –
- الدعارة في اليونان القديمة –
- الرق في اليونان القديمة –

### التاريخ الروماني الكلاسيكي
العصر الروماني
- الجدول الزمني للتاريخ الروماني
- روما القديمة –
- أزمة الجمهورية الرومانية –
- تراجع الإمبراطورية الرومانية –
- الحضارة الأترورية –
- تأسيس روما –
- تاريخ روما –
- الفتح الروماني لبريطانيا –
- نهاية الحكم الروماني في بريطانيا –
- الإمبراطورية الرومانية –
- المملكةة الرومانية –
- الجمهورية الرومانية –
- الإمبراطورية الرومانية الغربية –

#### التاريخ العسكري لروما القديمة
التاريخ العسكري لروما القديمة
- التاريخ السياسي العسكري الروماني –
- تاريخ الهيكلية العسكرية الرومانية –
- تاريخ التكنولوجية العسكرية الرومانية –
- حرب: تاريخ الحملة الرومانية العسكرية –
  - الحروب الأهلية –
  - حروب الإمبراطورية الرومانية –
  - حروب الجمهورية الرومانية –

#### المجتمع الروماني
المجتمع الروماني
- التبني في روما القديمة –
- الجيش الروماني –
- التجمعات الروماني –
- أوتوكريتاس –
- البوذية والعالم الروماني –
- المواطنة الرومانية –
- الزمالة –
- لتجار الرومانية –
- القنصل الروماني –
  - قناصل الجمهوري –
  - قناصل الامبراطورية المبكرة
  - قناصل الإمبراطورية المتأخرة –
- العملة الرومانية –
- هرم المناصب الرومانية –
- الإمبراطور الروماني –
  - قائمة الأباطرة الرومان –
- المهرجانات الرومان –
- الدفن الروماني –
- المالية الروماني –
- الحدائق الرومانية –
- الشذوذ الجنسي في روما القديمة –
- الامبرياوم –
- القانون الروماني –
  - الروماني القوانين –
  - وضع النظام القانوني الروماني –
- الحكومة المحلية (الرومانية القديمة) –
- القضاة الروماني ون –
- الزواج في الرومانية القديمة –
- اصطلاحات التسمية –
- البحرية الرومانية –
- المؤسسات السياسية الرومانية –
- مقاطعة رومانية –
- علاقات الرومانية مع البارثيين والساسانيين –
- المدرسة الروماني –
- مجلس الشيوخ الروماني –
- قبيلة الرومان –
- العلاقات الصينية-الرومانية –
- الرق في روما القديمة –
- الطبقة الاجتماعية في روما القديمة –
- الروماني الغاصب –

### التاريخ الكلاسيكي المصري
- الفترة المتوسطة الفترة المصرية (سلالت القرن 21 إلى 25، و11 إلى 7 قرون قبل الميلاد)
- أواخر فترة مصر القديمة (سلالات القرن 26 إلى 31 والقرن 7 ق. م إلى 332 ق. م)
  - تاريخ مصر الفارسية (525 ق. م إلى 332 ق. م) - انظر أيضا الإمبراطورية الأخمينية
- اليونانية الرومانية في مصر (332 ق. م إلى 642 م)
  - الهلنستية مصر (332 ق. م إلى 30 ق. م)
    - ملوك مقدونيا (332 قبل الميلاد إلى 305 ق. م)
    - امملكة البطالمة (305 قبل الميلاد إلى 30 قبل الميلاد)

  - مصر (مقاطعة رومانية) (30 قبل الميلاد إلى 642 م)

## فقه اللغة الكلاسيكية
فقه اللغة –

### اللغة الكلاسيكية
اللغة الكلاسيكية –

#### اليونانية القديمة
اليونانية القديمة –
- اللهجة اليونانية –
- اللهجة الأتيكية –
- اللهجة الدوريسية –
- الأبجدية اليونانية –
- اليونانية الهوميروسية –
- اللهجة الأيونية –
- كويني –

#### الكلاسيكية اللاتينية
الكلاسيكية اللاتينية
- الأبجدية اللاتينية –
- المخطوط الروماني –

### الأدب الكلاسيكي

#### الأدب اليوناني الكلاسيكي
الأدب اليوناني القديم –

##### الشعراء
- الشعراء الرعوية
  - ثيوقريطس –
- الشعراء التعليمية
  - هسيود –
- ملحمة الشعراء
  - هوميروس –
- شعراء الغناء
  - ألكايوس –
  - Alcman –
  - أرخيلوخوس –
  - بقليدس –
  - ميمنيوس –
  - الحاج –
  - سافو –
  - سيمونيدس –
  - سيمونيدس –
  - تيراتيوس –

##### المسرحيين
- التراجيديين
  - أسخيلوس –
  - يوربيدس –
  - سوفوكليس –
- كوميديون مسرحيون
  - أريستوفان –
  - ميناندر –

##### كتاب النثر
- الخيال: زينوفون –
- التاريخ: هيرودوت، بلوتارخ، بوليبيوس، ثيودوروس، زينوفون –
- الخطابة: ايسخينيس، ديموستيني، ايسكرتس، ليسياس –
- أخرى: لوسيان، أفلاطون –

#### الأدب اللاتيني الكلاسيكي
الأدب اللاتيني –

##### الشعراء
- شعراء التعليمية
  - كريتيوس –
  - أوفيد –
  - فيرجل –
- رثائي الشعراء
  - كاتولوس –
  - أوفيد –
  - بروبيرتيوس –
  - تيبوليس –
- ملحمة الشعراء
  - اينيوس –
  - لوكان –
  - أوفيد –
  - فيرجل –
- غنائي الشعراء
  - كاتولوس –
  - هوراس –

##### المسرحيين
- بلاوتوس –
- تيرينس –

##### كتاب النثر
- الكتاب الرساليون
  - بليني الأصغر –
  - سينيكا –
- كتاب الخيال
  - أبوليوس –
  - بترونيوس –
- التاريخيون
  - قيصر –
  - كورنيليوس نيبوس –
  - ليفي –
  - سالوست –
  - سويتونيوس –
  - تاسيتوس –

الخطباء:
- - شيشرون –

### النقد النصي الكلاسيكي
النقد النصي
- النقد النصي اليوناني
- النقد النصي اللاتيني

## الفلسفة الكلاسيكية

### فترات الفلسفة الكلاسيكية
- فلسفة ما قبل سقراط –
- الفلسفة اليونانية التقليدية –
- الفلسفة الهلنستية –

### مدارس الفكر
- الارسطية – أرسطو
- السخرية –
- مذهب المتعة –
- الانتقائية –
- ابيقورية –
- -الأفلاطونية المحدثة – أفلاطون
- فيثاغورية محدثة –
- الأفلاطونية –
- طبيعية ما قبل سقراط –
- بيرونية –
- الفيثاقورية – فيثاغورس
- المغالطة –
- الرواقية –

### الفلسفة الكلاسيكية
- أينيسيديموس –
- أغريباس –
- الكسندر الأفروديسي –
- أمونيوس السقاص –
- اناكساكوراس –
- أناكسيماندر –
- اناكسيمينس –
- انتيستنيس –
- أنطيوخس من الأشقلوني –
- اركسيلاوس –
- اريستيوس –
- أرسطو –
- كارنياديس –
- خريسيبوس –
- كليانثس –
- كليتوماكوس –
- صناديق طيبة –
- كراتليوس –
- ديموقريطس –
- ديوجين أبولونيا –
- ديوجين من الكلبي –
- إمبيدوكليس –
- أبكتيتوس –
- أبيقور –
- اقليدس من ميغارا –
- هيراقليطس –
- هيبياس –
- يامبليخوس –
- ليوكيبوس –
- ميليسوس –
- بانتيوس –
- بارمنيدس –
- فيلو لاريسا –
- فيلولاوس –
- أفلاطون –
- أفلوطين –
- بوسيدينوس –
- السماق –
- بروديكوس –
- بروتاجوراس –
- بيرو –
- فيثاغورس –
- سينيكا –
- سكستوس امبيريكوس –
- سقراط –
- اسيبوزيوس –
- ستيلبو –
- طاليس –
- ثيوفراستوس –
- تيمون –
- زيتوفانيس –
- زينوقراط –
- زينو الرواقي –
- زينو الأيلي –

## الدين والأساطير الكلاسيكية
- تفسير الدين بالمفاهيم اليونانية
- الأساطير الكلاسيكية
- أديان غامضة
- الدين الهلنستية

### الدين والأساطير في اليونان القديمة
- أخيل –
- أبولو –
- القنطور
- ديونيسوس –
- التنين في الأساطير اليونانية –
- الأرض-الآلهة –
- أسرار اليوسيس –
- الصوف الذهبي –
- جورجون / ميدوسا –
- الي وانية –
- هيراكليس –
  - اثني ةعشييس –
- جيسون –
- مينوتور –
- الحوريات
- أوديسيوس –
- أوديسي –
- أوديب –
- بان –
- الغول –
- الرياضيين –
- البروميد –
- الإغريقي
- البحر-الآلهة –
- سبعة ضد طيبة –
- ثيسيوس –
- جبابرة –
- تريبتوليموس –
- حرب طروادة –
- زيوس –

### الدين والأساطير في روما القديمة
- بونتيفكس ماكسيموس –
- الحبر الروماني –

## العلوم والتكنولوجيا الكلاسيكية
تاريخ العلوم في العصور الكلاسيكية القديمة

### العلوم والتكنولوجيا اليونانية القديمة
تكنولوجيا اليونانية القديمة
- الزراعة في اليونان القديمة –
- أرخميدس –
- علم الفلك اليوناني–
- تكنولوجيا الجغرافية –
  - بطليموس –
- الرياضيات اليونانية –
  - اقليدس –
- الطب في اليونان القديمة –
  - أبقراط –
  - جالينوس –
- الفخار من اليونان القديمة –

### العلوم والتكنولوجيا الرومانية
التكنولوجيا الرومانية
- العداد الروماني –
- الزراعة الرومانية –
- التقويم الروماني –
- الأسمنت / الخرسانة –
- غراب (سفينة سلاح) –
- الرافعات الرومانية القديمة –
- الهندسة الرومانية –
- نفخ الزجاج –
- المجتمع الطبي في روما القديمة –
- عسكرية روما القديمة –
- الأرقام الرومانية –
- السباكة –
- الطريق الروماني –
- وحدات القياس الرومانية القديمة –
- الصرف الصحي في روما القديمة –

## المسرح الكلاسيكي
- المدرج –

### والمسرح اليوناني القديم
المسرح في اليونان القديمة

### القديمة المسرح الروماني
مسرح روما القديمة
- سيرك ماكسيموس –
- مدرجات الرومانية –

## علماء الدراسات الكلاسيكية
ترى قائمة من علماء الكلاسيكية –

## الكلاسيكية - قوائم ذات الصلة
- قائمة مصطلحات العمارة الكلاسيكية
- القائمة المتر الكلاسيكية

### اليونانية القديمة قوائم
- قائمة المدن اليونانية القديمة
- قائمة الإغريق
- قائمة اليونانية القديمة الطغاة
- قائمة من المخلوقات الأسطورية اليونانية
- قائمة الشخصيات الأسطورية اليونانية
- قائمة المقدونيين القديمة

### الروماني قوائم
- قائمة الاختصارات اللاتينية
- قائمة القنوات في الإمبراطورية الرومانية
  - قائمة القنوات الرومانية قبل التاريخ
- قائمة مدرجات الرومانية
- قائمة الروماني cognomina
- قوائم القناصل الرومانية
  - قائمة الجمهوري الروماني القناصل
  - قائمة الإمبراطورية الرومانية المبكرة القناصل
  - قائمة أواخر الإمبراطورية الرومانية القناصل
- قائمة الآلهة الرومانية / قائمة الآلهة الرومانية
  - قائمة آلهة الرومان
- قائمة الأباطرة الرومان
  - موجزة قائمة الأباطرة الرومان
  - قائمة الأباطرة الرومان إلى تدان
- قائمة من الأفلام على أساس الأساطير اليونانية والرومانية
- قائمة المصارع الروماني أنواع
- قائمة القوانين الرومانية
- قائمة الفيالق الرومانية
- قائمة الروماني nomina
- قوائم الرومانية الأماكن
  - قائمة الروماني أسماء الأماكن في بريطانيا
  - قائمة الروماني الأماكن في هيسبانيا
- قائمة الرومان
- قائمة المواقع الرومانية
- قائمة أقواس النصر الرومانية في إيطاليا خارج روما
- قائمة الروماني الغاصبين
- قائمة الإمبراطورية الرومانية النصر العناوين
- قائمة من الفيلات الرومانية في إنجلترا